# Sant Joan Despí
Sant Joan Despí (em catalão e oficialmente) ou San Juan Despí (em castelhano) é um município da Espanha, na comarca de Baix Llobregat, província de Barcelona, comunidade autónoma da Catalunha. Faz parte da Área Metropolitana de Barcelona. Tem 5,58 km² de área e em 2021 tinha 34 130 habitantes (densidade: 6 116,5 hab./km²).